# فرانسيسكو راموس
فرانسيسكو راموس (بالبرتغالية: Francisco Augusto Neto Ramos‏) (10 أبريل 1995 بوفوا دي فارزيم البرتغال - ) هو لاعب كرة قدم برتغالي، يلعب كلاعب وسط.

## مسيرته

### مسيرته مع المنتخبات الوطنية
- 2011 - 2012 لعب مع منتخب البرتغال تحت 17 سنة لكرة القدم 8 مباريات.
- 2013 - 2014 لعب مع منتخب البرتغال تحت 19 سنة لكرة القدم 24 مباراة سجل خلالها هدفين.
- 2014 - 2015 لعب مع منتخب البرتغال تحت 20 سنة لكرة القدم 8 مباريات.

### مسيرته مع الأندية
- 2010 - 2011 لعب مع منتخب البرتغال تحت 16 سنة لكرة القدم 12 مباراة سجل خلالها هدفين.
- 2012 - 2013 لعب مع منتخب البرتغال تحت 18 سنة لكرة القدم 9 مباريات.

## روابط خارجية
- فرانسيسكو راموس على موقع الاتحاد الدولي (مؤرشف)  (الإنجليزية)
- فرانسيسكو راموس على موقع قاعدة بيانات كرة القدم.إي يو (الإنجليزية)
- فرانسيسكو راموس على موقع Soccerway.com (الإنجليزية)
- فرانسيسكو راموس على موقع أوليمبيديا (الإنجليزية)
- فرانسيسكو راموس على موقع AS.com (الإسبانية)